# Eugeniusz Kordzik
Eugeniusz Klemens Kordzik (ur. 25 września 1890, zm. ?) – pułkownik dyplomowany saperów Wojska Polskiego.

## Życiorys
Urodził się 25 września 1890. W latach 1911–192 pełnił służbę w batalionie pionierów nr 11 w Przemyślu. W latach 1912–1913 wziął udział w mobilizacji sił zbrojnych Monarchii Austro-Węgierskiej, wprowadzonej w związku z wojną na Bałkanach, a w latach 1914–1918 walczył na frontach I wojny światowej. W latach 1912–1917 jego oddziałem macierzystym był batalion saperów nr 11 we Lwowie, a w następnym roku batalion saperów nr 57. W czasie służby w c. i k. armii awansował na kolejne na stopnie w korpusie oficerów piechoty: podporucznika (1 września 1911), porucznika (1 sierpnia 1914) i kapitana (1 listopada 1917).
W 1918 został przyjęty do Wojska Polskiego z byłej armii austro-węgierskiej z zatwierdzeniem posiadanego stopnia kapitana. Uczestniczył w wojnie polsko-ukraińskiej i wojnie polsko-bolszewickiej. Służył w Dowództwie Frontu Galicyjsko-Wołyńskiego na stanowisku szefa Oddziału I. 30 lipca 1920 roku został zatwierdzony z dniem 1 kwietnia 1920 roku w stopniu majora, w Korpusie Inżynierii i Saperów, w grupie oficerów byłej armii austro-węgierskiej.
9 maja 1921 roku został przydzielony z dowództwa 6 Armii do Inspektoratu Armii Nr V na stanowisko 1 referenta. W tym samym roku został powołany do Wyższej Szkoły Wojennej w Warszawie, w charakterze słuchacza I Kursu Doszkolenia 1921–1922. 3 maja 1922 roku został zweryfikowany w stopniu podpułkownika ze starszeństwem z dniem 1 czerwca 1919 roku i 35. lokatą w korpusie inżynierii i saperów. 8 czerwca został wcielony do 4 pułku saperów, jako oddziału macierzystego. Z dniem 16 września 1922 roku, po ukończeniu kursu i otrzymaniu pełnych kwalifikacji do pełnienia służby na stanowiskach Sztabu Generalnego, został ponownie przydzielony do Inspektoratu Armii Nr V. W 1923 zajmował w inspektoracie stanowisko I referenta, a w listopadzie 1924 został przesunięty na stanowisko referenta fortyfikacji. W następnym roku pełnił służbę w Biurze Ścisłej Rady Wojennej na stanowisku szefa wydziału. W maju 1927 roku został przeniesiony z Oddziału III Sztabu Generalnego do 1 pułku saperów w Modlinie na stanowisko dowódcy pułku. 1 stycznia 1928 roku został mianowany pułkownikiem ze starszeństwem z dniem 1 stycznia 1928 roku i 2. lokatą w korpusie inżynierii i saperów. W kwietniu 1929 roku został zwolniony z zajmowanego stanowiska i przeniesiony do dyspozycji szefa Sztabu Głównego. W czerwcu 1930 roku został oddany do dyspozycji dowódcy Okręgu Korpusu Nr I, a z dniem 30 kwietnia 1931 roku został przeniesiony w stan spoczynku.
W 1934 roku pozostawał w ewidencji Powiatowej Komendy Uzupełnień Warszawa Miasto III. Posiadał przydział do Oficerskiej Kadry Okręgowej Nr I. Był wówczas „przewidziany do użycia w czasie wojny”.

## Ordery i odznaczenia
- Krzyż Walecznych (trzykrotnie)
- Krzyż Zasługi Wojskowej 3 klasy z dekoracją wojenną i mieczami (Austro-Węgry)[6]
- Srebrny Medal Zasługi Wojskowej Signum Laudis z mieczami na wstążce Krzyża Zasługi Wojskowej dwukrotnie (Austro-Węgry)[6]
- Brązowy Medal Zasługi Wojskowej Signum Laudis z mieczami na wstążce Krzyża Zasługi Wojskowej (Austro-Węgry)[6]
- Krzyż Wojskowy Karola (Austro-Węgry)[6]
- Krzyż Pamiątkowy Mobilizacji 1912–1913 (Austro-Węgry)[6]